# حقیقت بر مبنای ویکی‌پدیا
حقیقت بر مبنای ویکی‌پدیا، (به انگلیسی: The Truth According to Wikipedia)، نام فیلم مستندی است که در سال ۲۰۰۸ به کارگردانی ایسبراند فن فیلن ساخته شد. این فیلم را با نام‌های Wiki's Waarheid و Wiki's Truth نیز می‌شناسند. این فیلم مستند به موضوع اعتبار و قابل اطمینان بودن مطالب ویکی‌پدیا و دوگانگی‌ای که میان ویرایشگران آماتور و استفاده‌کنندگان متخصص وجود دارد، می‌پردازد. در این فیلم از موسسان ویکی‌پدیا جیمی ولز و لری سنگر، اندرو کین نویسنده کتاب مکتب آماتورها، تیم اُریلی مدیر اجرایی اُریلی‌مدیا، و رابرت مک‌هنری سردبیر سابق دانشنامه بریتانیکا گزارش‌هایی تهیه شده‌است. کین معتقد است در مواجهه با پدیده وب ۲٫۰ متخصصان وظیفه دارند به عنوان پاسدار اطلاعات خدمت کنند. سنگر نیز در تحلیل‌های خود از این دیدگاه حمایت می‌کند. 
این فیلم در همایش وب بعدی که در آوریل ۲۰۰۸ در آمستردام برگزار شد، به نمایش درآمد و شبکهٔ تلویزیونی وی‌پی‌آراو آن را پخش کرد. پس از آن از تلویزیون دولتی آمریکا هم پخش شد. حقیقت بر مبنای ویکی‌پدیا با واکنش خوب منتقدان مواجه شد، در نشریه فیلم کوارترلی نقد مثبتی بر فیلم چاپ شد و مرکز استراتژیک و مطالعات بین‌المللی تحلیل مثبتی از فیلم منتشر کرد.